# Erdődy János (püspök)
Monyorókeréki gróf Erdődy János (? – 1624.) megyéspüspök.

## Életútja
Erdődy Tamás horvát bán fia. Felsőfokú tanulmányait a pármai jezsuita kollégiumban, a  bolognai egyetemen és Ingolstadtban tanult, ahol 1613-ban az akadémia rektora lett. 1608-ban címzetes pécsi püspöki kinevezést kapott, majd II. Mátyás magyar király 1616-ban kinevezte egri püspökké, de pápai megerősítést nem kapott. 1617-től királyi tanácsos volt. Kormányzása idején történt a kassai vértanúk kivégzése. Bethlen Gábor hadjárata miatt menekülnie kellett, javadalmát részben a Szepesi Kamara, részben Bethlen foglalta le. A nikolsburgi béke értelmében II. Ferdinánd király 1622. június 1-jén visszaadta a Szepesi Kamara kezelésében levő javadalmakat az egri püspöknek.